# WTA Swiss Open 1971
Il WTA Swiss Open 1971 è stato un torneo di tennis facente parte del Women's International Grand Prix 1971. Il torneo si è giocato a Gstaad in Svizzera dal 5 all'11 luglio 1971 su campi in terra rossa.

## Vincitrici

### Singolare
Françoise Dürr ha battuto in finale  Lesley Hunt con il punteggio di 6–3 6–3

### Doppio
Brenda Kirk /  Laura Rossouw hanno battuto in finale  Lea Pericoli /  Françoise Dürr 8–6 6–3